# Patuljasti lemuri
Patuljasti lemuri (Cheirogaleidae) su porodica iz reda primata. Ranije su patuljasti lemuri smatrani potporodicom lemura, dok se danas smatra da su samostalna porodica koja ima ,trenutno, 23 vrste svrstane u 5 rodova. 

## Rasprostranjenost
Sve vrste ove porodice žive samo na Madagaskaru.

## Opis
Patuljasti lemuri su mali, teški su od 200 do 300 grama, i među najmanjim su primatima uopće. Imaju dugo, meko krzno. Gornja im je strana sivo smeđa do crvenkasta, dok su s donje strane, naprotiv, svijetli. Krzno nema puno šara. Tipično za ovu porodicu su uske uške i velike oči koje su smještene jedno blizu drugog, kao i duge zadnjenoge. Kao svi Strepsirrhini, i oni imaju tipičnu kandžicu na drugom prstu zadnjih nogu. Dužina tijela im se kreće od 13 do 28 cm, dok im je rep vrlo dug, ponekad jedan i pol puta dug kao tijelo.

## Način života
Patuljasti lemuri su noćne životinje. Izvrsni su penjači, a mogu i vrlo daleko skakati, balansirajući pri tome repom. Ako siđu na tlo, što se rijetko događa, zbog svojih dugih nogu kreću se skakutanjem. Dan provode u dupljama stabala ili u gnijezdima koja sami grade. Patuljasti lemuri su monogamni i kao par žive sa svojim mladuncima iz zadnjih jednu do dvije godine. Neke vrste skupljaju zalihe masnoće na zadnjim nogama i na korijenu repa, a u vrijeme vrućih sušnih mjeseci zapadaju u "sušni san". 

## Hrana
Sve vrste ove porodice su svežderi. Hrane se voćem, cvijećem i lišćem (ponekad i nektarom), kao i kukcima, paucima i malim kralježnjacima.

## Razmnožavanje
Ženke imaju najčešće tri para sisa. Nakon 60 dana skotnosti, donose na svijet jedno do četvoro (najčešće dva ili tri) mladunca. Nakon pet do šest tjedana mladunci prestaju sisati, a pred kraj prve ili tijekom druge godine godine postaju spolno zreli. Pod ljudskom skrbi, doživljavaju do 15 godina dok im je očekivani životni vijek u prirodi vjerojatno kraći. 

## Ugroženost
U prirodne neprijatelje patuljastih lemura spadaju sovovke i madagaskarski prstenastorepi mungos iz porodice Viverridae. Za ove životinje je danas najveća opasnost krčenje šuma koje su njihova prirodna staništa. Možda su preživjeli još samo u zaštićenim područjima.

## Rodovi
Porodica se dijeli na pet rodova s 23 vrste:
- Cheirogaleus, sedam vrsta,
- Allocebus trichotis,
- Microcebus, devet vrsta,
- Mirza, dvije vrste,
- Phaner, četiri vrste.